# Музей казачества, этнографии и культуры Приазовья
Музей казачества, этнографии и культуры Приазовья расположен в селе Кагальник Азовского района Ростовской области России. 
Адрес музея: 346770, Ростовская обл., Азовский район, село Кагальник, ул. Береговая, 58а.

## История
До конца  XVIII века Приазовье имело в Российском государстве буферный, а потом пограничный статус. Все это способствовало переселению в эти края россиян и выходцев из других стран (армян, греков, немцев), появлению здесь русских казачьих городков, крестьянских слобод, пограничных крепостей, сел. Наличие речных и морских путей сообщения сделало Приазовье удобным районом для устройства портов, рынков, доков, складов.
Отличительной чертой данного региона была большая этническая, социальная, конфессиональная и культурная неоднородность населения. С древности до 70-х годов XX века основным занятием местного населения был рыболовецкий промысел. Потеряв к настоящему времени свое значение, этот промысел сохранил за собой культурное значение.  Былые выгоды рыбной торговли привели к ускоренному  развитию в районе товарно-денежных отношений, рыбообрабатывающих и рыборазводных предприятий, транспортной системы, рынков, городов. Города оказали урбанистическое воздействие на сельские районы, в результате чего местное население получило доступ к образованию и культурным достижениям.
Музей казачества, этнографии и культуры Приазовья был открыт 26 января 2012 года. Музей находится в селе Кагальник Азовского района Ростовской области. Большой вклад в создание музея внес председатель Южного научного центра РАН Геннадий Григорьевич Матишов.
Научные сотрудники музея занимаются изучением традиционной культуры рыбаков дельты Дона, собираем этнографических артефактов и документов в этой области. В фондах музея представлены макеты жилых построек населения дельты Дона, макеты каменной и деревянной церквей в хуторе Донском, макеты лодок, на которых люди вели промысел  в дельте Дона (кайка, каюк, байда, дуб, баркас и т. д.), сети, вёсла.
Основными в экспозиции музея являются два поселенческих комплекса —  хутор Донской, население которого преимущественно составляли казаки, и основанное крестьянами-украинцами село Кагальник. Экспозиция  построена на подлинных артефактах — документах, фотографиях и предметах быта. В музее представлена старинная мебель, швейная машинка, самовары и др. Здесь также можно увидеть старинные предметы: рыбацкие сети, якоря, утюги, посуду и другие предметы казачьего быта. Есть в музее стенд, который посвящен женской донской традиции — в свое время ежедневно казачки собирались в полдень и пили кофе. Традиция имела характер ритуала, поэтому, когда были перебои с поставками кофе, казачки готовили различные заменители, они измельчали и заваривали обжаренный ячмень, цикорий.